# Paralobesia
Paralobesia là một chi bướm đêm thuộc phân họ Olethreutinae, họ Tortricidae Tortricidae.

## Các loài
- Paralobesia aemulana (Heinrich, 1926)
- Paralobesia andereggiana (Herrich-Schffer, 1851)
- Paralobesia aruncana (Kearfott, 1907)
- Paralobesia blandula (Heinrich, 1926)
- Paralobesia cyclopiana (Heinrich, 1926)
- Paralobesia cypripediana (Forbes, 1923)
- Paralobesia exasperana (McDunnough, 1938)
- Paralobesia liriodendrana (Kearfott, 1904)
- Paralobesia monotropana (Heinrich, 1926)
- Paralobesia palliolana (McDunnough, 1938)
- Paralobesia piceana (Freeman, 1941)
- Paralobesia rhoifructana (Kearfott, 1904)
- Paralobesia sambuci (Clarke, 1953)
- Paralobesia slingerlandana (Kearfott, 1904)
- Paralobesia spiraeifoliana (Heinrich, 1923)
- Paralobesia vernoniana (Kearfott, 1907)
- Paralobesia viteana (Clemens, 1860)
- Paralobesia yaracana (Kearfott, 1907)